# Hypoxis
Hypoxis es un género de plantas perteneciente a la familia de las hipoxidáceas. Es el género más grande de la familia, con 87 especies que se distribuyen en África tropical y subtropical, América, sudeste de Asia y Australia. El órgano subterráneo de reserva es un rizoma vertical o un cormo. Las hojas son pilosas y las flores con forma de estrella, usualmente amarillas y, algunas veces, blancas. No presentan tubo perigonial y el fruto es una cápsula.

## Descripción
Hierbas graminiformes generalmente pubescentes, con raíces fibrosas y rizomas verticales o engrosados y globosos, tuberosos, cubiertos por catáfilos. Hojas con vaina basal cerrada, lámina simple, paralelinervada, lanceolada a filiforme. Inflorescencias reducidas, hasta flores solitarias, terminales. Flores actinomorfas con perigonio compuesto por 6 tépalos alternos en 2 ciclos trímeros. Estambres insertos y opuestos a los tépalos; filamentos engrosados en la base, anteras con 2 tecas largas y conectivo de menor tamaño que estas. Ovario alargado, carpelos con pelos largos y dispersos en el exterior, estilo simple, estigma 3-fido. Óvulos numerosos. Cápsula subcilíndrica a turbinada, pubescente. Semillas numerosas, pequeñas, esféricas, de color negro.

## Especies
Algunas de las especies del género, conjuntamente con la cita válida y su distribución geográfica, se listan a continuación:
- Hypoxis acuminata Baker, J. Bot. 27: 3 (1889). Sudáfrica.
- Hypoxis angustifolia Lam., Encycl. 3: 182 (1789). África tropical y Sudáfrica.
- Hypoxis canaliculata Baker, Trans. Linn. Soc. London, Bot. 1: 265 (1878). Angola.
- Hypoxis catamarcensis Brackett, Rhodora 25: 146 (1923). Argentina (Catamarca).
- Hypoxis colliculata
- Hypoxis curtissii Rose in J.K.Small, Fl. S.E. U.S.: 287 (1903). Sudeste de Estados Unidos hasta Texas.
- Hypoxis decumbens L., Syst. Nat. ed. 10, 2: 986 (1759). México a América tropical.
- Hypoxis demissa Nel, Bot. Jahrb. Syst. 51: 328 (1914). Tanzania.
- Hypoxis dinteri Nel, Bot. Jahrb. Syst. 51: 302 (1914). Namibia.
- Hypoxis domingensis Urb., Repert. Spec. Nov. Regni Veg. 20: 298 (1924). República Dominicana.
- Hypoxis exilis R.J.F.Hend., in Fl. Australia 45: 487 (1987). Australia.
- Hypoxis filiformis Baker, J. Linn. Soc., Bot. 17: 109 (1878). Uganda a Sudáfrica.
- Hypoxis fischeri Pax, Bot. Jahrb. Syst. 15: 143 (1892). Camerún, Sudán a África tropical.
- Hypoxis hirsuta (L.) Coville, Mem. Torrey Bot. Club 5: 118 (1894). Canadá, U.S.A. y México (Tamualipas).
- Hypoxis lata Nel, Bot. Jahrb. Syst. 51: 324 (1914). Lesoto a KwaZulu-Natal.
- Hypoxis limicola B.L.Burtt, Notes Roy. Bot. Gard. Edinburgh 45: 188 (1988 publ. 1989). Limpopo a Suazilandia.
- Hypoxis monanthos Baker, Trans. Linn. Soc. London, Bot. 1: 266 (1878). Burundi a Angola.
- Hypoxis pulchella G.L.Nesom, Phytologia 75: 377 (1993 publ. 1994). México (Nuevo León, Tamaulipas).